# Prodoretus clypealis
Prodoretus clypealis är en skalbaggsart som beskrevs av Ohaus 1913. Prodoretus clypealis ingår i släktet Prodoretus och familjen Rutelidae. Inga underarter finns listade i Catalogue of Life.